# Запрет на продажу жевательной резинки в Сингапуре
Запрет на продажу жевательной резинки в Сингапуре — ограничение, действующее в Сингапуре с 1992 года.
С 2004 года исключение существует для терапевтической, стоматологической и никотиновой жевательных резинок.

## История
В своих мемуарах сингапурский государственный деятель Ли Куан Ю писал, что в 1983 году, когда он был премьер-министром республики, предложение о запрете было передано ему Те Чеанг Ваном, тогдашним министром национального развития. Причиной стали проблемы с обслуживанием в многоэтажных жилых домах, поскольку вандалы выбрасывали использованную жевательную резинку на пол, в почтовые ящики, в замочные скважины и оставляли на кнопках лифтов. Также жевательная резинка, оставленная в общественных местах: на земле, на лестницах и тротуарах, увеличивала стоимость уборки и приводила к повреждению уборочного оборудования. Также неприятной проблемой стало прилипание резинки на сиденьях общественных автобусов. Однако Ли Куан Ю посчитал, что запрет на продажу жевательной резинки в стране будет «слишком жёстким» решением.
В 1987 году в Сингапуре заработала местная железнодорожная система Mass Rapid Transit стоимостью 5 миллиардов долларов. На то время это был самый крупный публичный проект, когда-либо реализованный в Сингапуре. Вскоре появились сообщения, что вандалы начали наклеивать жевательную резинку на дверные датчики вагонов, что мешает нормальному функционированию дверей и нарушает работу поездов. Такие инциденты были редкими, но дорогостоящими, а виновных было трудно выявить. И в январе 1992 года Го Чок Тонг, только что вступивший в должность премьер-министра, принял решение о запрете жевательной резинки. Ограничение на распространение жевательной резинки было введено в действие главой Singapore Statute Chapter 57 Закона о контроле за производством, который также регулирует ограничение некоторых алкогольных и табачных изделий.
После объявления запрета ввоз жевательной резинки был немедленно прекращён. После переходного периода, позволившего магазинам избавиться от имеющихся запасов, продажа жевательной резинки в Сингапуре была полностью запрещена.